# Keb’ Mo’

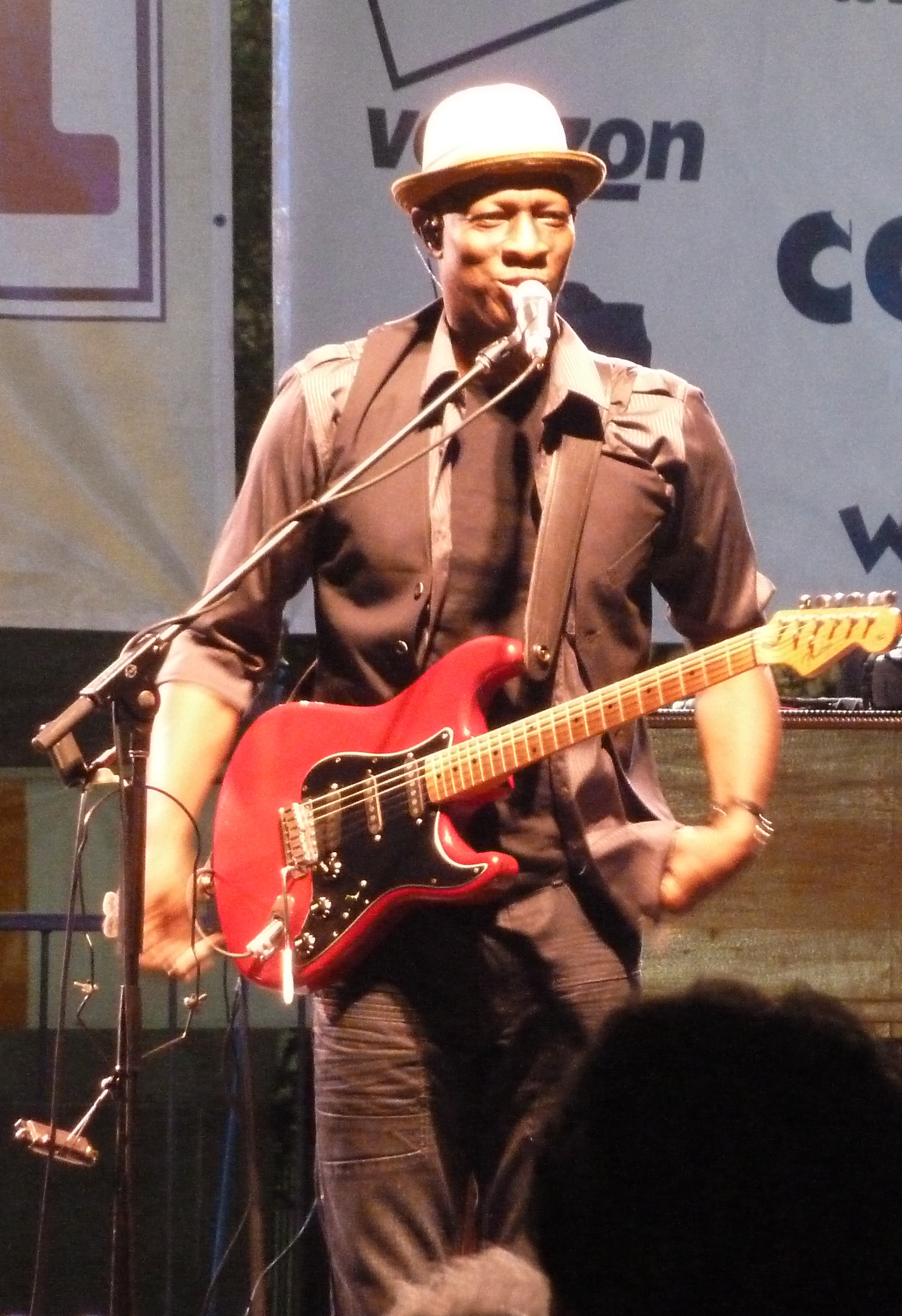
Keb’ Mo’ in New Orleans
(Oktober 2012)

Keb’ Mo’ (* 3. Oktober 1951 in Los Angeles, Kalifornien; eigentlich Kevin Moore) ist ein US-amerikanischer Blues-Sänger, Gitarrist und Songschreiber. Sein großes Vorbild ist die Blues-Legende Robert Johnson.

## Leben
Obwohl er sich auf Robert Johnsons Musik beruft, bearbeitet er sie auf zeitgenössische Weise, indem er Elemente des Soul und Folk in seine Musik einfließen lässt. Bereits früh hatte Moore seine eigene Calypso-Band. In den 1970ern und 1980ern spielte er bei verschiedenen Blues-Bands, u. a. in der Begleitband von Papa John Creach. Ein 1980 aufgenommenes Soloalbum floppte. 1983 wurde er Gitarrist in Monk Higgins Band. Hier lernte er verschiedene Bluesmusiker kennen, die seinen Gitarrenstil beeinflussten. Keb’ Mo’ selbst bezeichnet diese Zeit als die wichtigste in seiner musikalischen Entwicklung.
Erst 1994 erschien sein nächstes Soloalbum Keb’ Mo’, das den Beginn seiner Solokarriere unter diesem Namen markiert. Seitdem bekam er fünf Grammys (Best Contemporary Blues Album) für Just Like You, Slow Down, Keep It Simple, TajMo (zusammen mit Taj Mahal) und 2020 für Oklahoma in der Kategorie (Best Americana Album).
Bereits 1990 hatte Keb’ Mo’ eine Rolle als Blues-Musiker in einem Theaterstück. 1997 spielte er Robert Johnson in dem Film Can't You Hear the Wind Howl?, 2007 in Honeydripper.
1997, 2001 und 2002 spielte er in der Serie Ein Hauch von Himmel den "Engel der Musik" und einen musizierenden Prediger (Folge 3x29, 7x24, 7x25 und 9x09).

## Instrumente
Keb’ Mo’ spielt vorzugsweise Westerngitarren von Gibson mit kleinem Korpus. Ihm zu Ehren brachte die Firma die Keb' Mo' Bluesmaster-Signature-Gitarre heraus.

## Diskografie

### Studioalben
| Jahr | Titel                          | Höchstplatzierung, Gesamtwochen, AuszeichnungChartplatzierungen (Jahr, Titel, Platzierungen, Wochen, Auszeichnungen, Anmerkungen) | Höchstplatzierung, Gesamtwochen, AuszeichnungChartplatzierungen (Jahr, Titel, Platzierungen, Wochen, Auszeichnungen, Anmerkungen) | Höchstplatzierung, Gesamtwochen, AuszeichnungChartplatzierungen (Jahr, Titel, Platzierungen, Wochen, Auszeichnungen, Anmerkungen) | Anmerkungen                                      |
| Jahr | Titel                          | DE | CH | US | Anmerkungen                                      |
| ---- | ------------------------------ | --- | --- | --- | ------------------------------------------------ |
| 1994 | Keb’ Mo’                       | — | — | — | Erstveröffentlichung: 7. Juni 1994               |
| 1996 | Just like You                  | DE78 (8 Wo.)DE | CH39 (2 Wo.)CH | US197 (1 Wo.)US | Erstveröffentlichung: 18. Juni 1996              |
| 1998 | Slow Down                      | DE38 (6 Wo.)DE | CH35 (6 Wo.)CH | US109 (6 Wo.)US | Erstveröffentlichung: 25. August 1998            |
| 2000 | The Door                       | — | — | US122 (4 Wo.)US | Erstveröffentlichung: 10. Oktober 2000           |
| 2001 | Big Wide Grin                  | — | — | US199 (1 Wo.)US | Erstveröffentlichung: 5. Juni 2001               |
| 2004 | Keep It Simple                 | — | CH93 (2 Wo.)CH | US149 (5 Wo.)US | Erstveröffentlichung: 10. Februar 2004           |
| 2004 | Peace...Back by Popular Demand | — | — | US174 (1 Wo.)US | Erstveröffentlichung: 21. September 2004         |
| 2006 | Suitcase                       | — | — | US176 (1 Wo.)US | Erstveröffentlichung: 13. Juni 2006              |
| 2011 | The Reflection                 | — | — | US81 (2 Wo.)US | Erstveröffentlichung: 2. August 2011             |
| 2014 | BLUESAmericana                 | — | — | US58 (2 Wo.)US | Erstveröffentlichung: 22. April 2014             |
| 2017 | TajMo                          | — | CH17 (4 Wo.)CH | US80 (1 Wo.)US | mit Taj Mahal Erstveröffentlichung: 4. Mai 2017  |
| 2019 | Oklahoma                       | — | CH41 (3 Wo.)CH | — | Erstveröffentlichung: 14. Juni 2019              |
| 2019 | Moonlight, Mistletoe & You     | — | — | — | Erstveröffentlichung: 08. Oktober 2019           |
| 2022 | Good to Be…                    | DE64 (1 Wo.)DE | CH28 (3 Wo.)CH | — | Erstveröffentlichung: 21. Januar 2022            |
| 2025 | Room on the Porch              | DE94 (1 Wo.)DE | CH7 (… Wo.)CH | — | Erstveröffentlichung: 23. Mai 2025 mit Taj Mahal |

Weitere Alben
- 1980: Rainmaker
- 1994: Keb’ Mo’ (US: Gold)[3]
- 2002: Martin Scorsese Presents the Blues: Keb’ Mo
- 2009: Live & Mo’
- 2016: Live - That Hot Pink Blues Album
- 2019: Moonlight, Misseltoe & You (Weihnachtsalbum)

### Singles
| Jahr | Titel Album                          | Höchstplatzierung, Gesamtwochen, AuszeichnungChartplatzierungen (Jahr, Titel, Album, Platzierungen, Wochen, Auszeichnungen, Anmerkungen) | Höchstplatzierung, Gesamtwochen, AuszeichnungChartplatzierungen (Jahr, Titel, Album, Platzierungen, Wochen, Auszeichnungen, Anmerkungen) | Höchstplatzierung, Gesamtwochen, AuszeichnungChartplatzierungen (Jahr, Titel, Album, Platzierungen, Wochen, Auszeichnungen, Anmerkungen) | Anmerkungen                         |
| Jahr | Titel Album                          | DE | CH | US | Anmerkungen                         |
| ---- | ------------------------------------ | --- | --- | --- | ----------------------------------- |
| 1996 | More Than One Way Home Just like You | DE89 (7 Wo.)DE | — | — | Erstveröffentlichung: Dezember 1996 |

### Gastauftritte (Auswahl)
- Live at Madison Square Garden mit Eric Clapton

- Eric Clapton Guitar Festival Crossroads 2013

- 2010: Coco Montoya: I Want It All Back
- 2008: Otis Taylor: Recapturing The Banjo
- 2006: Bonnie Raitt: Bonnie Raitt And Friends
- 2005: Buddy Guy: Bring 'Em In
- 2003: Lyle Lovett: Smile
- 2002: Jackson Browne: Naked Ride Home
- 2000: Willie Nelson: Milk Cow Blues
- 2000: Koko Taylor: Royal Blue

### Videoalben
- 1997: Can’t You Hear the Wind Howl? The Life and Music of Robert Johnson (Keb’ Mo’ als Robert Johnson)
- 1999: The Blues Guitar of Keb’ Mo’: Basic Techniques for the Contemporary Player
- 2000: Chicago Blues Jam: Maria Muldaur, Keb’ Mo’
- 2000: Sessions at West 54th: Recorded Live in New York
- 2006: Keb’ Mo’ and Guests mit Maria Muldaur, Billy Branch, Mike Morgan und anderen
- 2008: Exploring the Guitar with Keb’ Mo’: Songs and Arrangements to Enrich Your Playing

### Auszeichnungen
- Grammy Awards[4]
  - 1997: bestes zeitgenössisches Bluesalbum für Just Like You
  - 1999: bestes zeitgenössisches Bluesalbum für Slow Down
  - 2005: bestes zeitgenössisches Bluesalbum für Keep It Simple
  - 2018: bestes zeitgenössisches Bluesalbum für TajMo
  - 2020: bestes Americana-Album für Oklahoma